# پورتنگن
پورتنگن (به هلندی: Portengen) یک منطقهٔ مسکونی در هلند است که در استیختسه فخت واقع شده‌است.